# 福井平野

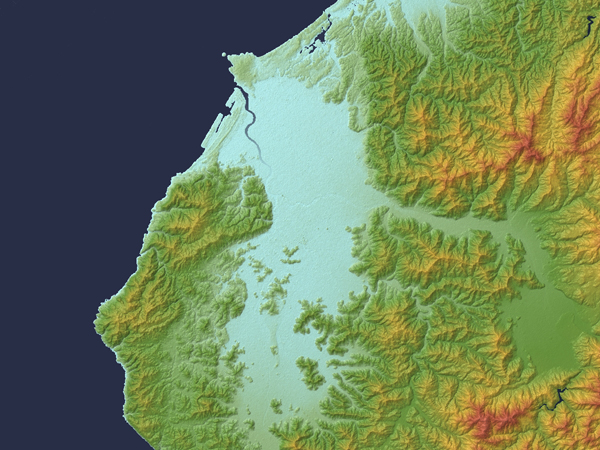
福井平野の地形図

福井平野（ふくいへいや）は、福井県の嶺北地方に広がる平野である。

## 概要

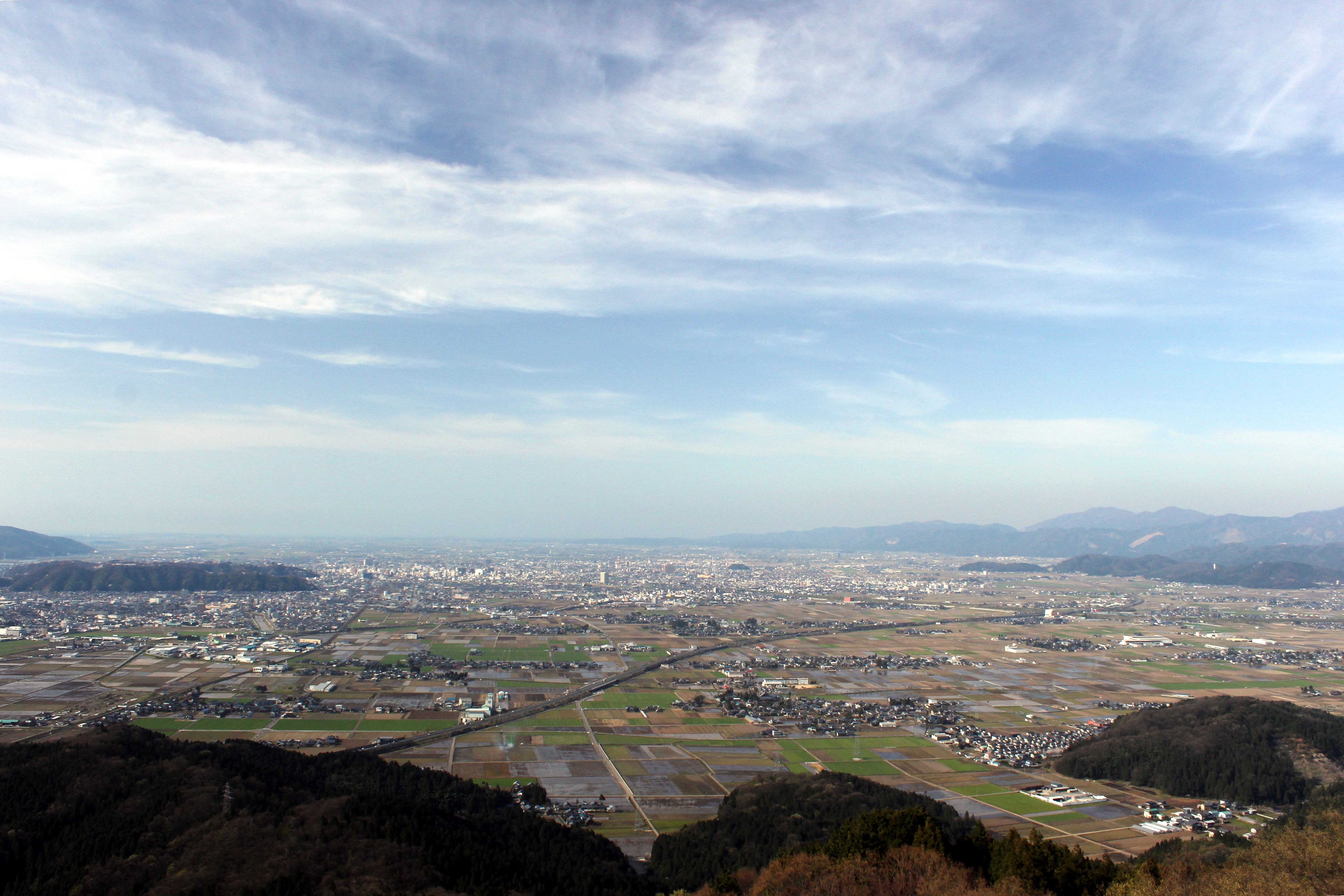
文殊山山頂より望む福井平野

県下最大の平野で、面積は福井県全体の4分の1に相当し、県人口の6割近くが住んでいる。九頭竜川と支流の足羽川・日野川による沖積平野で、南北約40km、東西の幅約10～15kmと南北に長い。文珠山以南を武生盆地、九頭竜川以北を坂井平野、その中間を狭義の福井平野とも言う。

## 歴史
古くは東大寺の荘園が広がり、その財源の一翼を担っていた。

## 治水・利水
県内の水田面積の半分の約2万ヘクタールの水田が広がる大稲作地帯である。
九頭竜川、足羽川、日野川の3大河川によって運ばれた土砂による堆積平野であり、平坦で肥沃であるが排水は悪い。
さらに、九頭竜川は名前にあるように竜のごとき暴れ川であり、水害に悩まされてきたため、日本一と言われるほどの大規模治水事業が行われた。
あわせて、土壌改良、排水改良も行われたため、長く水稲単作だったが畑作が行われるようにもなり、なかでも六条大麦の作付面積は国内最大級となっている。

## 沿岸部
九頭竜川河口付近から南の海岸に全長約12kmに及ぶ砂丘、三里浜があり、スイカやラッキョウなどの栽培が行われている。また、河口部には福井臨海工業地帯（テクノポート福井）が整備され、河口内側にある福井港は越前がにの水揚げ港として有名である。